# Dobsonia minor
Il pipistrello della frutta dal dorso nudo minore (Dobsonia minor Dobson, 1879) è un pipistrello appartenente alla famiglia degli Pteropodidi, endemico della Nuova Guinea e di Sulawesi.

## Descrizione

### Dimensioni
Pipistrello di medie dimensioni, con la lunghezza della testa e del corpo tra 101,9 e 114 mm, la lunghezza dell'avambraccio tra 80,2 e 86,5 mm, la lunghezza della coda tra 15,7 e 20,3 mm e un peso fino a 90 g.

### Aspetto
Il colore del dorso e della testa è bruno-grigiastro, mentre le parti ventrali sono grigio-fulve pallide, cosparse di peli olivastri al centro dell'addome. Gli artigli sono marrone scuro con la punta più chiara. Il muso è lungo e affusolato. Gli occhi sono grandi, l'iride è marrone scura. Le orecchie sono relativamente corte e con l'estremità arrotondata. Le membrane alari sono brunastre, parzialmente trasparenti e attaccate lungo la spina dorsale, in maniera tale da far apparire la schiena priva di peli. La tibia è notevolmente più corta rispetto alle altre specie del genere Dobsonia. La coda è relativamente corta, mentre l'uropatagio è ridotto ad una sottile membrana lungo la parte interna degli arti inferiori.

## Biologia

### Comportamento
Si rifugia singolarmente od in piccoli gruppi tra la folta vegetazione. Sono stati osservati tra le fronde di alberi del genere Pisonia e palme del genere Borassus.

### Alimentazione
Si nutre di frutti di specie native di Ficus e Piper aduncum.

### Riproduzione
Le femmine danno alla luce un piccolo all'anno.

## Distribuzione e habitat
Questa specie è diffusa in Nuova Guinea, Admosin, Bagabag, Waigeo, Yapen e Sulawesi centrale. Questi ultimi individui potrebbero appartenere ad una sottospecie ancora non descritta.
Vive nelle foreste primarie e secondarie, nelle foreste di palude e nei giardini.

## Tassonomia
Altre specie simpatriche dello stesso genere: D. crenulata, D. exoleta e D. magna.

## Conservazione
La IUCN Red List, considerato il vasto areale e la popolazione numerosa, classifica D. minor come specie a rischio minimo (Least Concern)).